# Schloss Amboten
Schloss Amboten (lettisch Embūtes pilsdrupas) ist eine Ruine in Embūte (deutsch Amboten), Lettland, das heute Teil der Gemeinde Vaiņode (Weinoden) ist. Das Schloss geht auf die Bischofsburg Amboten zurück, die Residenz des Bischofs von Kurland im nördlichen Kurland war, bevor die Burg Pilten erbaut wurde.

## Geschichte

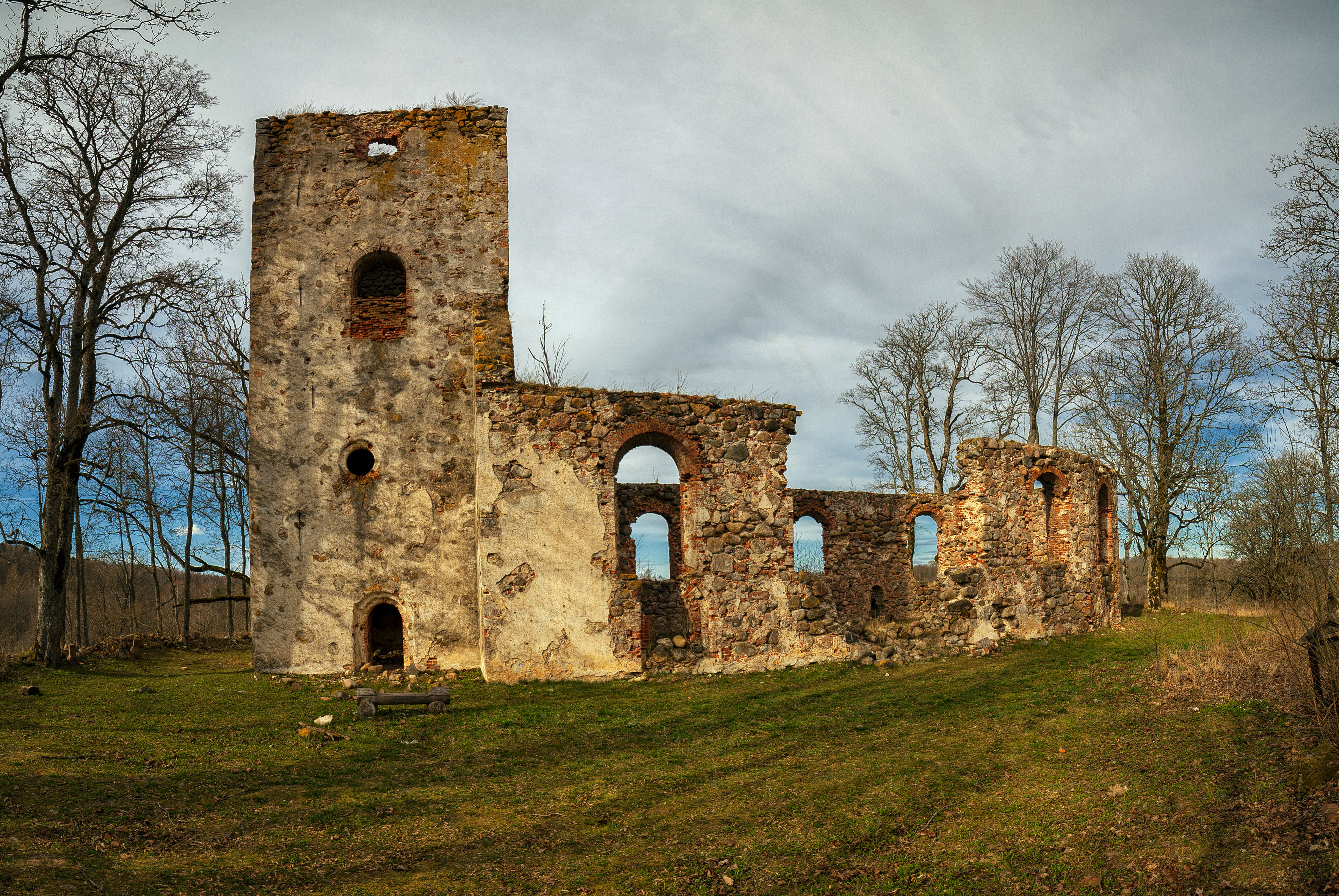
Ruine der 1684 geweihten Dorfkirche

In Amboten gab es bereits vor dem Eintreffen der Kreuzfahrer eine kurische Siedlung mit einer Holzburg, die in Chroniken als ein Ort mit starkem kurischen Widerstand erwähnt wird. Die Region kam mit dem Kurenvertrag von 1237 unter die Herrschaft des Bistums Kurland, jedoch wurde Amboten bereits 1243 von Rittern des Livländischen Ordens erobert; die Kuren wurden getauft und mussten fortan Steuern entrichten.
Die Niederlage der Kreuzfahrer in der Schlacht auf dem Peipussee im Jahre 1242 führte zu Aufständen in den unterworfenen baltischen Ländern, die jedoch niedergeschlagen wurden. Aufgrund der fortschreitenden Expansion des Ordens im Süden Kurlands in Richtung Niederlitauen sah sich der litauische Großfürst Mindaugas bedroht, erkannte aber auch die Möglichkeit, sein Herrschaftsgebiet auch auf das Volk der Kuren auszuweiten. So wagte er mehrere militärische Operationen nach Kurland und belagerte schließlich 1244 die alte kurische Burg in Amboten mit angeblich bis zu 30.000 Mann. Das litauische Heer konnte jedoch von einem zahlenmäßig deutlich unterlegenen Aufgebot aus 28 Ordensrittern und 500 kurischen Hilfstruppen vernichtend geschlagen werden.
Zum Errichtungsjahr der südlich gelegenen Steinburg gibt es mehrere Ansätze. Laut Johann G. Arndt wurde die Burg 1249 vom livländischen Landmeister Dietrich von Grüningen erbaut, was jedoch ebenso wenig belegt ist wie das von einigen Historikern genannte Jahr 1245.
Als allgemein akzeptiert gilt der Baubeginn im Jahre 1265 unter dem Landmeister Konrad von Mandern, was durch den Chronisten Hermann von Wartberge überliefert wurde und gleichzeitig die erste schriftliche Erwähnung der Burg darstellte. Gemäß Historikern war jedoch auch der Bischof von Kurland am Bau beteiligt. Der Grund hierfür waren möglicherweise unklare bzw. schnell wechselnde Besitzverhältnisse oder vertragliche Vereinbarungen zwischen Orden und Bistum. So findet sich Amboten beispielsweise in einer Urkunde aus dem Jahr 1290, laut welcher Bischof Edmund die Burg an den Orden übergab, der sich im Gegenzug zur weiteren Verstärkung und Ausbau der Burg verpflichtete. Die Burg befand sich allerdings nur kurze Zeit im Besitz des Ordens.
1486 wird der bischöfliche Vasall Thomas von Amboten als Burgverwalter genannt. Zu Beginn des 16. Jahrhunderts (1537, nach anderen Quellen 1544) wurde der Hauptmann von Hasenpoth aus der Adelsfamilie Heyking mit der Burg belehnt.
Im Jahr 1560 kaufte der dänische König Friedrich II. die Rechte und Besitzungen des Bischofs von Kurland, darunter auch Amboten. Diese wurden anschließend Friedrichs jüngerem Bruder Herzog Magnus von Holstein übertragen, der im säkularisierten Bistum als weltlicher Bischof und später sogar kurzzeitig als König von Livland herrschte.
Im 16. Jahrhundert war Amboten das Zentrum intensiver Streitigkeiten der Adelsgeschlechter von Korff, von Krüdener und von Heyking. Die Beteiligten suchten dabei Unterstützung beim Bischof – manche sogar beim polnisch-litauischen Hof – und schreckten offenbar nicht vor Intrigen zurück. Als 1576 von Heyking starb, ging die Burg an die Familie von Krüdener. Dies wollte von Korff nicht akzeptieren, griff Burg Amboten an und vertrieb von Krüdener. Auf den Befehl des Bischofs hin, die Burg zurückzugeben, reagierte von Korff mit einem Hilfegesuch an den polnisch-litauischen König.
Nach dem Tod von Bischof Magnus am 18. März 1583 kam es aufgrund der gegenseitigen Ansprüche Dänemarks und Polen-Litauens auf die Besitztümer der kurländischen Diözese zum Piltener Erbfolgekrieg, infolgedessen Burg Amboten am 31. Mai desselben Jahres von polnisch-litauischen Truppen unter Oberst Oborski erobert und an von Korff zurückgegeben wurde. Doch bereits am 21. August 1583 übergab sie der polnisch-litauische König Stephan Báthory als Dank für die Unterstützung im Krieg dem Sohn Herzog Gotthard Kettlers, Wilhelm Kettler. 1611 ging Amboten an Johann von Kettler und 1656 wurde es offiziell dem Herzogtum Kurland und Semgallen unterstellt.
1653 verkaufte Johann von Kettlers Sohn, Johann Sigismund von Kettler, Amboten für 50.000 Gulden an den Oberstleutnant der polnischen Armee Emmerich von Mirbach (lt. einer anderen Quelle Otto Heinrich von Mirbach), der es nach seinem Tod seinem Sohn Fromhold von Mirbach vererbte.

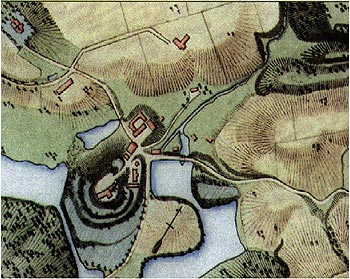
Lageplan von Amboten um 1827. In der Mitte des Hügels befindet sich das Herrenhaus, im Mittelalter stand dort die Bischofsburg.

Vermutlich wurde die Burg 1702 während des Großen Nordischen Krieges von schwedischen Truppen zerstört. Daraufhin ließ Fromhold auf einem Teil der alten Burgfundamente ein Herrenhaus errichten, das zum Mittelpunkt des großen Anwesens und zum Wohnsitz der Familie von Mirbach wurde. Ein Teil der Burgruinen neben dem Herrenhaus wurde allerdings nicht abgerissen.
Dass das Leben eines Landbesitzers zu dieser Zeit auch sehr schwer und ärmlich sein konnte, beweist das Testament Georg Johanns von Mirbach, Landrat von Pilten und Sohn von Fromhold von Mierbach. Als dieser 1725 starb, hinterließ er seinen Erben eine recht kurze Liste an Gegenständen: zehn Kühe, ein Stier, sechs Kälber, mehrere Schafe, ein alter Karren, zwei Mühlsteine, 34 Bücher, eine gesäumte Weste, ein Wolfspelzmantel, eine Fuchspelzmütze, eine Robe und ein Schwert mit Kupfergriff. Seine Schulden betrugen etwa 41.500 Gulden, außerdem war ein Teil seines Landes mit einer Hypothek belastet. Das Herrenhaus selbst befand sich laut einer Inventarliste ebenso wie die anderen Gebäude des Gutes in einem sehr schlechten Zustand. Erst im Jahre 1762 konnten unter Ewald von Mirbach Renovierungsarbeiten durchgeführt werden.
Mit der Dritten Polnischen Teilung 1795 und der damit einhergehenden Auflösung des polnischen Nationalstaates, wurde das Herzogtum Kurland vom Russischen Kaiserreich annektiert.
1846 erwarb Otto von der Osten-Sacken Amboten. In dieser Zeit wurden einige Veränderungen am Schloss vorgenommen. So entstand durch den Abriss eines alten Tor-Wachturms der Burgruine ein quadratischer Anbau, ein Wintergarten wurde angelegt und neue Einrichtungsgegenstände angeschafft.
1910 wurde das Anwesen an Baron Hans von Hahn verkauft. Dessen Witwe bewohnte das Schloss noch bis 1919 und zog dann nach einem verheerenden Brand ins Deutsche Reich; das Schloss wurde danach nicht wieder aufgebaut. Nach lokalen Gerüchten soll die Baronin den Brand nach dem Rückzug der Bermondt-Armee selbst gelegt haben, um eine Verstaatlichung durch die lettische Regierung zu verhindern. Jedoch war eine Verstaatlichung zur Zeit des Brandes noch gar nicht beschlossen, so dass die Brandbeteiligung der Baronin bezweifelt wird. Außerdem soll sich die Baronin zur Zeit des Brandes auf einer Deutschlandreise befunden haben.
In den folgenden Jahrzehnten kam der Landschaft um Amboten dessen natürliche Schönheit und der historische Charakter zugute, denn weder die lettischen, noch die sowjetischen Behörden wagten es während der radikalen Agrarreformen, die zahlreichen Wälder und Parks zugunsten der forcierten Landwirtschaft zu zerstören. Stattdessen begannen in den 1930er Jahren Arbeiten zur Erhaltung der Landschaft.
Im Zweiten Weltkrieg blieb Amboten weitgehend von Zerstörungen verschont, erst gegen Ende des Krieges näherte sich die Front des Kurland-Kessels. Am 31. Oktober 1944 besetzten sowjetische Truppen Amboten, wobei vermutlich auch die Dorfkirche beschädigt wurde. Am 15. Februar 1945 kam es in der Nähe zu Kämpfen und noch am 6. Mai bombardierten sowjetische Flugzeuge Amboten.
Nach dem Krieg verwendeten die Anwohner und die Kolchose Findlinge und Ziegelsteine der Ruinen als Baumaterial für neue Gebäude.
Beim Eintreffen von Archäologen im Jahre 2001 waren die verbliebenen Ruinen mit dichter Vegetation überwuchert und zudem vermüllt. Eines der beiden verbliebenen Nebengebäude wurde 2006 mit finanzieller Unterstützung der EU saniert und beherbergt heute u. a. eine Touristinfo.
Ein Teil der Ruinen ist heute noch erhalten und durch einen Pfad begehbar.

## Beschreibung

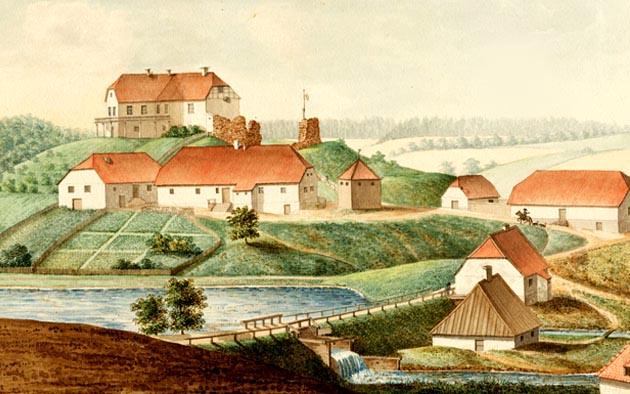
Ansicht auf Schloss Amboten, Aquarell von Karl Willong im sog. Paulucci-Album, um 1827

### Burg der Kuren
Die kurische Burg befand sich auf einem 26 m hohen Hügel am rechten Ufer des Flusses Abbus (lettisch Lanka), etwa 600 m nördlich der späteren Bischofsburg. Die Burg nahm mit der Siedlung eine Fläche von 50 × 60 m ein und war durch die steilen Hänge nur schwer zugänglich. Eine Holzbefestigung sowie zwei tiefe Gräben und drei Erdwälle schützten die Siedlung zusätzlich.

### Bischofsburg Amboten

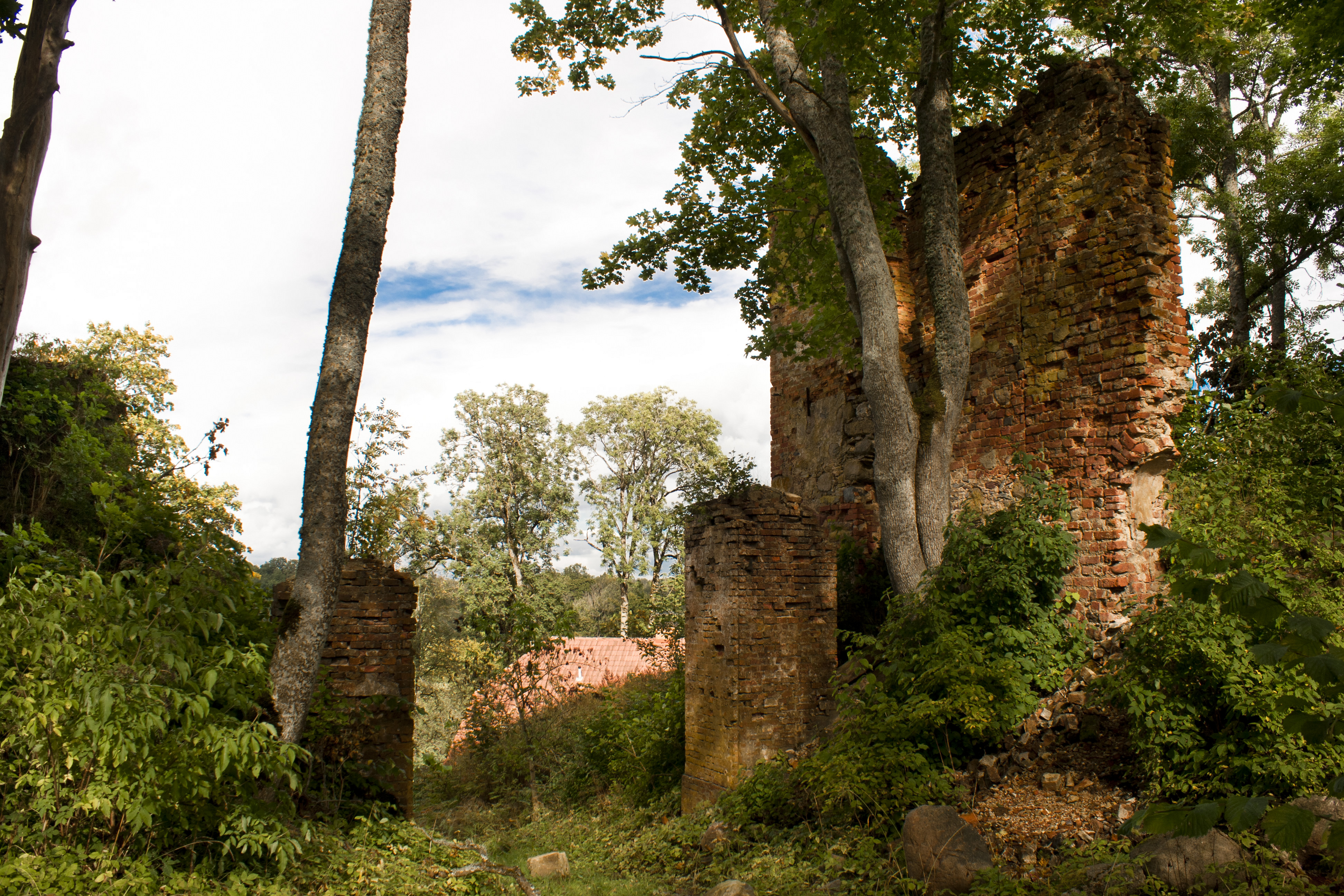
Ruinen des Herrenhauses neben dem ehem. Tor

Die Bischofsburg Amboten wurde als Höhenburg auf einer engen, steil abfallenden Hügelkuppe (einer der höchsten der Gegend) am linken Ufer der Abbus, eines Nebenflusses der Windau, erbaut. Sie bildete hier ursprünglich eine Flussschlinge, die, von Südwesten kommend, den Burgberg an dessen Ostseite bis zur Nordseite umfloss. Später wurde der Fluss aufgestaut und Teiche angelegt, sodass der Burghügel, mit Ausnahme der Nordseite, vollständig von Wasser umgeben war. Gemäß einer Inventarliste aus dem 18. Jahrhundert befand sich rund um den Burghügel eine Befestigungsmauer, von der jedoch heute nichts mehr zu erkennen ist.
Der Grundriss der Burg ist nicht genau bekannt, da es bisher noch keine detaillierten, archäologischen Untersuchungen gab. Man geht davon aus, dass die Ringmauer an die ovale Form der Hügelkuppe angepasst wurde, die sich über eine Fläche von 30 × 50 m erstreckt. Der Zugang war nur über eine steile Straße an der Nordseite möglich und wurde von zwei halbrunden Türmen links und rechts des Tores flankiert („Doppelturmtor“), die jedoch erst in der ersten Hälfte des 16. Jahrhunderts ergänzt worden sein dürften.
Einer dieser Türme ist noch heute bis in 7 m Höhe als Ruine erhalten. Der Außendurchmesser betrug 7 m bei etwa 1,5 m dicken Mauern. Diese bestanden im unteren Bereich vollständig aus Feldsteinen und wurden im Schalenmauerwerk (außen rote Ziegel, innen Felsbrocken mit Kalkmörtel) aufgemauert. Hinweise auf Schießscharten konnten nicht gefunden werden.
Der zweite Turm (rechts des Tores) wurde gegen Ende des 19. Jahrhunderts zugunsten eines quadratischen Backsteinanbaus des Herrenhauses abgerissen.

### Herrenhaus (Schloss) Amboten
Das Herrenhaus wurde im 18. Jahrhundert vermutlich teilweise auf den alten Fundamenten der Bischofsburg errichtet. Es umfasste drei Ausbaustufen, während dieser das Gebäude schrittweise in Richtung Nordosten erweitert wurde. Der älteste Teil des Gebäudes befand sich am südlichen Ende des Hügels und besaß eine Grundfläche von 9 × 20 m. Die Mauerbreite betrug auf der Felsseite 1,7 m, auf der Hofseite 0,8 m. Die Hoffassade dieses Gebäudes wurde an den Ecken mit Sandsteinquadern abgeschlossen. Bei dem viereckigen, aus dem Hang hervorragenden Bau handelt es sich nicht um einen mittelalterlichen Turm; der Mauerstärke und den Baumaterialien nach zu urteilen, stammt er aus der Zeit des Herrenhauses. Das Schloss war unter Verwendung der Mauern der vormaligen Burg erbaut, was sich an der Aufteilung der Räume und dem Baumaterial erkennen lässt. Es sind nur wenige Mauerfragmente erhalten geblieben. Im nordöstlichen Teil des Burghügels befinden sich noch zweigeschossige Reste.
Heute sind sowohl die Ruinen der Burg als auch des Schlosses von Bäumen umgeben und befinden sich in einem schlechten Zustand.

## Evangelisch-Lutherische Kirche Amboten
Die lutherische Dorfkirche von Amboten (lettisch Embūte) wurde von 1674 bis 1684 erbaut und war mit 300 Sitzplätzen eine der größten im Herzogtum Kurland. Die Kirche hat während des Ersten Weltkriegs nicht gelitten, wurde aber am Ende des Zweiten Weltkriegs zerstört. Erhalten sind die Umfassungsmauern und der Glockenturm mit Spuren der Artillerie-Angriffe.